# بطليموس الأول
بطليموس الأول سوتير، أو بطليموس المنقذ (367 ق.م.-283 ق.م.) (باليونانية: Πτολεμαίος Σωτήρ) أحد رفقاء ومؤرخي الإسكندر الأكبر المقدوني الذي أصبح حاكمًا لمصر ضمن الإمبراطورية المقدونية التي أسسها الإسكندر الأكبر، ثم أعلن نفسه فرعونًا لمصر وأسس المملكة البطلمية نحو سنة 304/305 ق.م. التي حكمت مصر حتى وفاة كليوباترا السابعة سنة 30 ق.م.، وحوّل مصر إلى مملكة هلنستية تنشر الثقافة الإغريقية مركزها مدينة الإسكندرية.
كان بطليموس الأول ابنًا لأرسينوي المقدونية إما من زوجها لاغوس أو من فيليب الثاني المقدوني والد الإسكندر الأكبر. كما كان بطليموس واحدًا من ضباط ورفقاء الإسكندر الذين كان يثق بهم. وبعد موت الإسكندر الأكبر سنة 323 ق.م.، استولى بطليموس على جثمان الإسكندر الأكبر وهو في طريقه للدفن في مقدونيا، ودفنه مؤقتًا في ممفيس إلى أن فرغ من بناء مقبرة له في الإسكندرية. بعد ذلك، انضم بطليموس إلى تحالف ضد بيرديكاس الوصي على عرش الإمبراطور المقدوني فيليبوس الثالث المقدوني. مما دفع بيرديكاس لغزو مصر، لكنه تعرض للاغتيال على يد ضباطه سنة 320 ق.م.، مما سمح لبطليموس ببسط سيطرته على مصر. وبعد حروب خلفاء الإسكندر، طالب بطليموس بضم المنطقة اليهودية جنوب بلاد الشام التي نازعه على حكمها سلوقس الأول ملك سورية حليفه السابق. سيطر بطليموس على قبرص وقورينا، وجعل من ربيبه ماغاس حاكمًا على قورينا.
يُعتقد أن بطليموس ربما تزوج من محظيته ثايس خلال فترة حياة الإسكندر الأكبر، إلا أنه من المؤكد أنه تزوج من النبيلة الفارسية أرتاكاما بأمر من الإسكندر الأكبر. ثم تزوج بطليموس بعد ذلك من إيوريديس ابنة أنتيباتر الوصي على عرش الإمبراطورية المقدونية؛ وأنجبا بطليموس كيراونوس وميلياجر اللذان تتابعا على حكم مقدونيا كملوك. أما زوجته الأخيرة فهي برنيكي ابنة عم زوجته إيوريديس ووصيفتها. توفي بطليموس الأول سنة 282 ق.م. وخلفه ابنه من برنيكي بطليموس الثاني.

## نشأته وبداياته

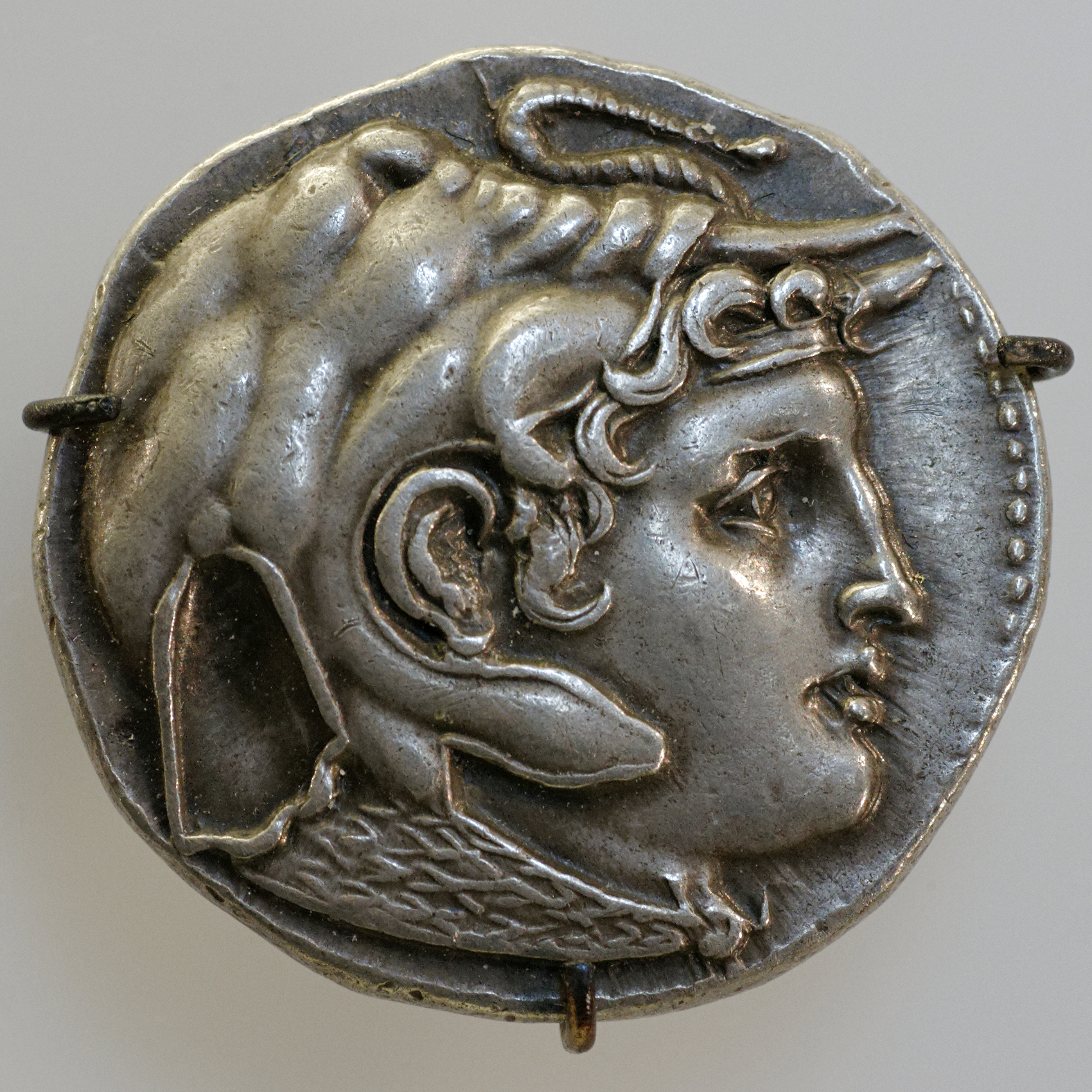
عملة بطلمية تُظهر الإسكندر مرتديًا فروة فيل، كرمز لغزوه للهند

وُلد بطليموس المقدوني سنة 367 ق.م. أمه هي أرسينوي المقدونية. وفقًا لساتيروس المشّاء، فإن أرسينوي من نسل الإسكندر الأول المقدوني، وبالتالي فهي من الأسرة الأرغية التي تدّعي أنها من سلالة هرقل. ظاهرًيًا، فإن والد بطليموس هو لاغوس أحد النبلاء المقدونيين الذي ينحدر من مدينة إورديا، إلا أن العديد من المراجع القديمة تزعم بأن بطليموس كان في الحقيقة ابنًا غير شرعي لفيليب الثاني المقدوني. إن صحّ ذلك، فإن ذلك يجعل من بطليموس أخًا غير شقيق للإسكندر الأكبر. إلا أنه من المحتمل أن تكون تلك حكاية مُختلقة بعدئذ من أجل تمجيد أصول السلالة البطلمية.
التحق بطليموس بحملات الإسكندر الأولى، وكان واحدًا من حراس الإسكندر الشخصيين السبعة. كما لعب دورًا بارزًا في حملاته الأخيرة في أفغانستان والهند. وشارك أيضًا في معركة إسوس، كقائد لميسرة جيش القائد بارمينيون. بعدئذ، صاحب بطليموس الإسكندر خلال رحلته الروحانية إلى سيوة حيث أعلن الإسكندر نفسه ابنًا لزيوس. وقد تولّى بطليموس القيادة للمرة الأولى في الحملة التي ابتعثها الإسكندر لقتال المتمرد بيسوس الذي نجح بطليموس في الإمساك به وسلّمه للإسكندر ليُعدم.

## خلفاء الإسكندر
عند وفاة الإسكندر سنة 323 ق.م.، يقال أن بطليموس حرض على تقسيم إمبراطورية الإسكندر في بابل. من خلال اتفاقية قسمة بابل، وقد عُيّن بطليموس ساتراب مصر نيابة عن الملكين الاسميين فيليبوس الثالث المقدوني والرضيع الإسكندر الرابع المقدوني. كما بقي كليومينس النقراطسي الذي كان آخر ساتراب لمصر عيّنه الإسكندر كنائب لبطليموس. ثم تحرّك بطليموس بعدئذ من تلقاء نفسه لإخضاع برقة. كانت العادة أن يستمدّ ملوك مقدونيا أحقيتهم في العرش بدفنهم لأسلافهم. ومن هذا المنطلق، أراد بطليموس أن يستبق بيرديكاس الوصي على عرش الإمبراطورية بمطالبته بجثمان الإسكندر متعللًا برغبة الإسكندر بأن يُدفن في معبد آمون في سيوة بدلًا من دفنه في المقابر الملكية في إيجة بمقدونيا.
وبالرغم من وصية الإسكندر، حاول خلفاء الإسكندر ومن بينهم بيرديكاس دفن الإسكندر في مقدونيا. في نهاية سنة 322 ق.م. أو مع بداية سنة 321 ق.م.، وبينما كان جثمان الإسكندر لا يزال في سوريا في طريقه لمقدونيا، استولى بطليموس على الجثمان. وعاد به إلى مصر ودفنه مؤقتًا في ممفيس، ثم نقله بعدئذ إلى الإسكندرية حيث دفنه في مقبرة الإسكندر الأكبر التي شيدها من أجله. وبعد فترة وجيزة، انضم بطليموس للتحالف ضد بيرديكاس. ويبدو أن بيرديكاس اعتقد أن بطليموس يسعى من أجل العرش لنفسه، ولذلك اعتبر بطليموس أخطر منافسيه.
أعدم بطليموس نائبه كليومينس النوكراتي بحجة أنه جاسوس لصالح بيرديكاس؛ فأزاح بذلك عقبة كبيرة كانت تعوق سلطته، ومن ثمّ تمكّن أيضًا من الاستيلاء على الثروة التي جمعها كليومينس، واستخدم تلك الأموال في تجنيد جنود إغريق مرتزقة، وفي استقطاب طائفة من الضباط المخلصين.

## الحروب والتنافسية

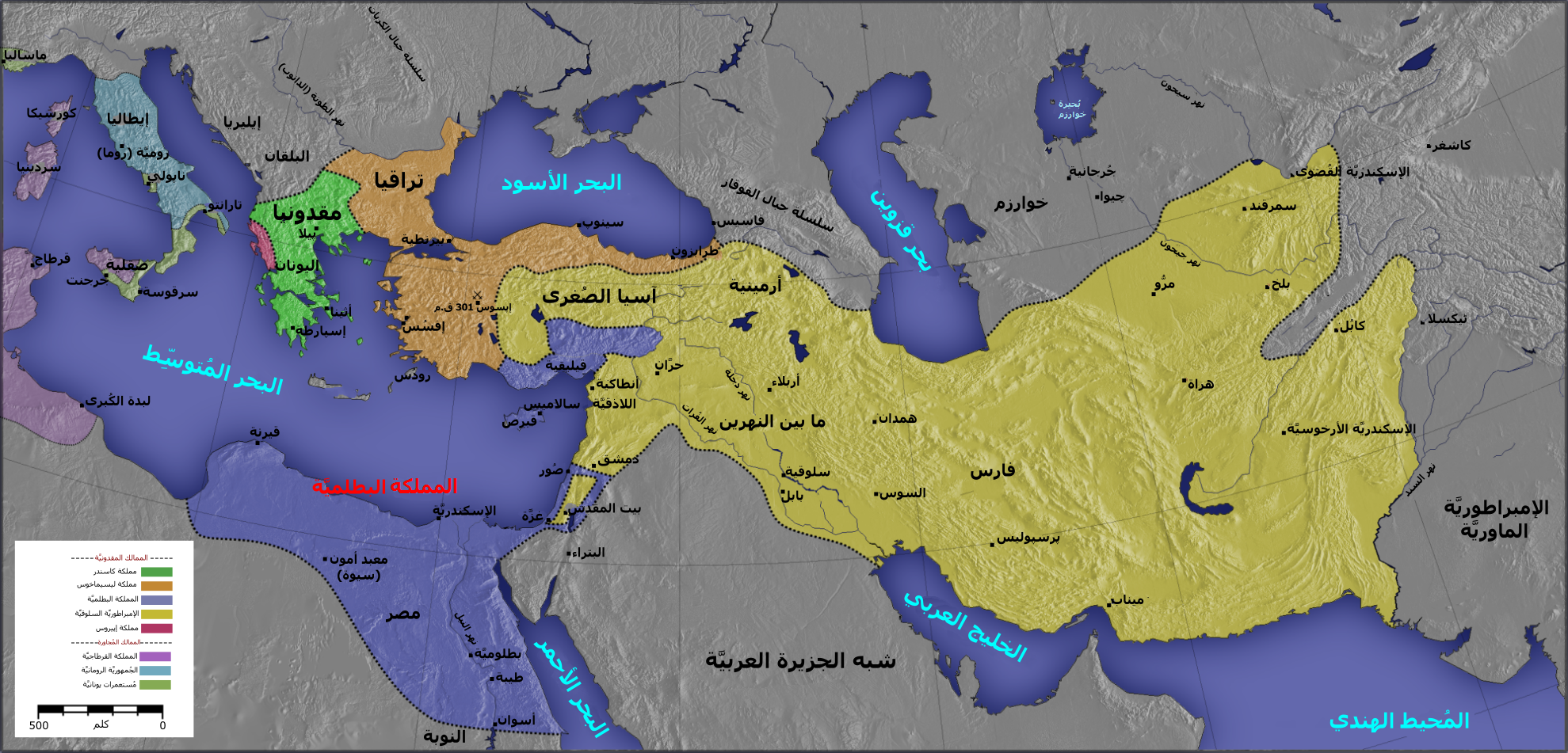
أخرى:

في سنة 321 ق.م.، حاول بيرديكاس غزو مصر. قرر بطليموس أن يدافع ضد قوات بيرديكاس حتى لا يعبر نهر النيل، واستطاع أن يُفقد بيرديكاس 2,000 من رجاله عند فياسكو. أثرت تلك الهزيمة بشدة على سمعة بيرديكاس، ثم تعرض بيرديكاس للقتل في خيمته على يد اثنين من أتباعه. بعد مقتل بيرديكاس، عُرض على بطليموس أن يكون وصيًا على عرش الإمبراطورية، إلا أنه اعتذر. فضّل بطليموس أن يحافظ على قاعدة تنطلق منها قواته، بدلًا من أن يغامر بمواجهة كافة خلفاء الإسكندر.
في الحروب الطويلة بعدئذ بين القادة الذين خلفوا الإسكندر، كان هدف بطليموس الأول تأمين حكمه لمصر، ومن ثمّ تأمين حكم المناطق المحيطة: برقة وقبرص وكامل سورية بما في ذلك المقاطعة اليهودية. استولى بطليموس للمرة الأولى على سورية سنة 318 ق.م.، وفرض الحماية على مملكة قبرص. وعندما حاول أنتيغونوس الأول حاكم آسيا المقدوني سنة 315 ق.م. توسعة أراضيه، انضم بطليموس إلى التحالف الذي تشكّل ضده، وتحسُّبًا للحرب أخلى سورية من قواته. وفي قبرص، قاتل بطليموس الجنود المرتزقة الموالين لأنتيغونوس، ثم غزا الجزيرة مرة أخرى سنة 313 ق.م. كما سحق تمردًا في قورينا في نفس السنة.
وفي سنة 312 ق.م.، غزا بطليموس وسلوقس ساتراب بابل سورية، وهزما ديميتريوس بن أنتيغونوس في معركة غزة. ثم أعاد بطليموس بسط سيطرته على سورية، بعد بضعة أشهر فقط من إخلائه لها بعد هزيمة قواته أمام قوات ديميتريوس. وفي سنة 311 ق.م.، عقد المتحاربون سلامًا. وبعد فترة وجيزة من هذا الاقتتال، تعرض الملك الصبي ذي الثلاثة عشر عامًا الإسكندر الرابع للقتل في مقدونيا بأمر من كاسندر، مما عزّز من سلطات بطليموس في مصر.
لم يدم السلم طويلًا، ففي سنة 309 ق.م أمر بطليموس أسطولًا بحريًا بانتزاع المدن الساحلية في ليقيا وكاريا من أنتيغونس، ثم واصل الأسطول طريقه نحو اليونان وسيطر على كورنث وسيكيون وميغارا سنة 308 ق.م. وفي سنة 306 ق.م. هاجم أسطول كبير يقوده ديميتريوس قبرص، وهزم مينيلوس شقيق بطليموس، وأسره بعد أن هزمه هزيمة ساحقة في معركة سلاميس. وبذلك فقد بطليموس قبرص تمامًا.
وعندما أعلن الساترابان أنتيغونوس وديميتريوس أنفسهما ملكيين سنة 306 ق.م.، قام بطليموس وكاسندر وليسيماخوس وسلوقس بالمثل. وفي شتاء سنة 306 ق.م.، حاول أنتيغونوس استغلال انتصاره السابق في قبرص، وبعث حملة لغزو مصر؛ لكن بطليموس نجح في الحفاظ على مواقعه فيها، غير أنه بعد خسارته لقبرص، لم يشنّ أي حملات بحرية ضد أنتيغونوس. وعلى الرغم من ذلك، فقد أرسل بطليموس مساعدات كبيرة لأهالي رودس أثناء حصار ديميتريوس لهم سنتي 304-305 ق.م.، مما جعل أهالي الجزيرة يشعرون بالامتنان لبطليموس، ومنحوه مرتبة الشرف الإلهية.
وعندما تجدّد التحالف ضد أنتيغونوس سنة 302 ق.م.، انضم بطليموس للتحالف، وغزا سورية للمرة الثالثة في الوقت الذي كان فيه أنتيغونوس وليسيماخوس يقتتلان في الأناضول. ولما بلغته أنباء نصر أنتيغونوس الحاسم في الأناضول، سارع بطليموس بإخلاء سورية. ولكن بعد أن وردت أنباء مقتل أنتيغونوس وهزيمة قواته أمام قوات ليسيماخوس سلوقس في معركة إبسوس سنة 301 ق.م.، أعاد بطليموس احتلال سورية للمرة الرابعة.
قرر باقي أعضاء التحالف ضد أنتيغونوس منح سورية لسلوقس، متجاهلين بطليموس، مما أشعل حربًا لمئة سنة حول أحقية حكم جنوب سورية (التي هي المقاطعة اليهودية) بين السلوقيين والبطالمة. ومنذ ذلك الحين، لم يُقحم بطليموس نفسه في حروب التنافس على الأناضول واليونان؛ ففقد ما اكتسبه من أراض في اليونان، ولكنه أعاد غزو قبرص سنتي 294-295 ق.م. وفي قورينا، وبعد سلسلة من التمردات حوالي سنة 300 ق.م.، أخضعها بطليموس، وجعل ربيبه ماغاس حاكمًا لها.

## زواجاته وأبناؤه وخلفاؤه
خلال حياة الإسكندر، كان لبطليموس ثلاثة أبناء من محظيته «ثايس» التي ربما كانت أيضًا زوجته، وهم لاغوس وليونتسكوس وأيريني التي تزوجها إيونوستوس السولوي في قبرص. وفي بلاد فارس، تزوج بطليموس من النبيلة الفارسية أرتاكاما بأمر من الإسكندر. وفي حوالي سنة 322 ق.م.، تزوج بطليموس إيوريدس ابنة أنتيباتر الوصي على مقدونيا، وأنجبا خمسة أبناء قبل أن ينبذها: ثلاثة أبناء بطليموس كيراونوس ملك مقدونيا القديمة بين سنة سنتي 279-281 ق.م.؛ و«ميلاجير» الذي خلف أخيه لشهرين سنة 279 ق.م.؛ وابنًا ثالثًا قُتل على يد أخيه غير الشقيق بطليموس الثاني بعد تمرده في قبرص؛ إضافة إلى ابنتين «بُطليميس» التي تزوجت ديميتريوس الأول المقدوني؛ و«ليساندرا» التي تزوجت الإسكندر الخامس المقدوني أولًا، ثم تزوجت أغاثوكليس بن ليسيماخوس. تزوج بطليموس مرة أخرى من برنيكي الأولى ابنة عم زوجته إيوريدس التي جاءت إلى مصر مع أبنائها من زواج سابق، وأنجبا أرسينوي وفيلوتيرا وبطليموس الثاني. تزوجت ابنتهما أرسينوي من ليسيماخوس ثم من أخيها غير الشقيق بطليموس كيراونوس، ثم أخيرًا أخيها الشقيق بطليموس الثاني.
في سنة 285 ق.م.، جعل بطليموس ابنه بطليموس الثاني فيلادلفوس ولي عهده. مما جعل ابنه الشرعي الأكبر بطليموس كيراونوس يلجأ إلى بلاط ليسيماخوس. توفي بطليموس الأول في يناير سنة 282 ق.م. عن عمر يناهز الرابعة والثمانين. كان بطليموس داهية حذر، استطاع أن يؤسس لحكم منتظم بعد أربعين سنة من الحروب. كما كان لسمعته الطيبة وتحرره أثره في التحاق الجنود الإغريق بخدمته، كما استطاع أن يوازن في معاملته بين الإغريق وسكان البلاد الأصليين من المصريين. كان بطليموس أيضُا مُحبًا للكتب، فأسس مكتبة الإسكندرية العظيمة. حكمت سلالة البطالمة مصر نحو ثلاثة قرون، كانت فيها عاصمتها الإسكندرية مركزًا هلنستيًا ينشر ثقافة الإغريق، ولم ينته حكمهم إلا مع موت كليوباترا السابعة سنة 30 ق.م.

## تاريخ حملات الإسكندر المفقود
كتب بطليموس بنفسه تأريخًا لحملات الإسكندر الأكبر إلا أنه هذا التأريخ مفقود. في القرن الثاني قبل الميلاد، اعتمد آريانوس النيقوميدي تأريخ بطليموس ليكون أحدَ مصدريه الأساسيين (جنبًا إلى جنب مع تأريخ أرسطوبولوس الكاساندري) لكتابة «مسيرة الإسكندر الأكبر»، لذا يُعتقد أن أجزاءً كبيرةً من تاريخ آريانوس ليست إلا إعادة صياغة لتأريخ بطليموس. استشهد أريانوس ببطليموس في كتابه في مناسباتٍ قليلةٍ، حين ذكر أنه أحد مصادر كتابه الأساسية وقال بأن بطليموس من المصادر الموثوق بها: «ليس فقط لأنه كان حاضرًا في الحملة، ولكن كان هو نفسه ملكًا، وبالتالي فإن الكذب سيكون مخزيًا له أكثر من غيره».
كان تأريخ بطليموس المفقود يعتبر عملًا موضوعيًا، تميّز بأمانته ووضوحه، لكن الأعمال الحديثة تنظر إلى تأريخه بعين الشك. يزعم المؤرخ إرينغتون أن تاريخ بطليموس متحيز ومُضلّل، وسعى فيه بطليموس للتشويه المنظم لسمعة بيرديكاس أحد منافسي بطليموس الرئيسين بعد وفاة الإسكندر الأكبر. على سبيل المثال، في سرد آريانوس لسقوط ثيفا سنة 335 ق.م. سفّه بطليموس دور بيرديكاس في الأحداث. يزعم المؤرخ رويسمان أن بطليموس تعمّد تحريف دور بيرديكاس بصورةٍ مبالغةٍ إلى حدٍّ كبير.

## عصر بطليموس الأول

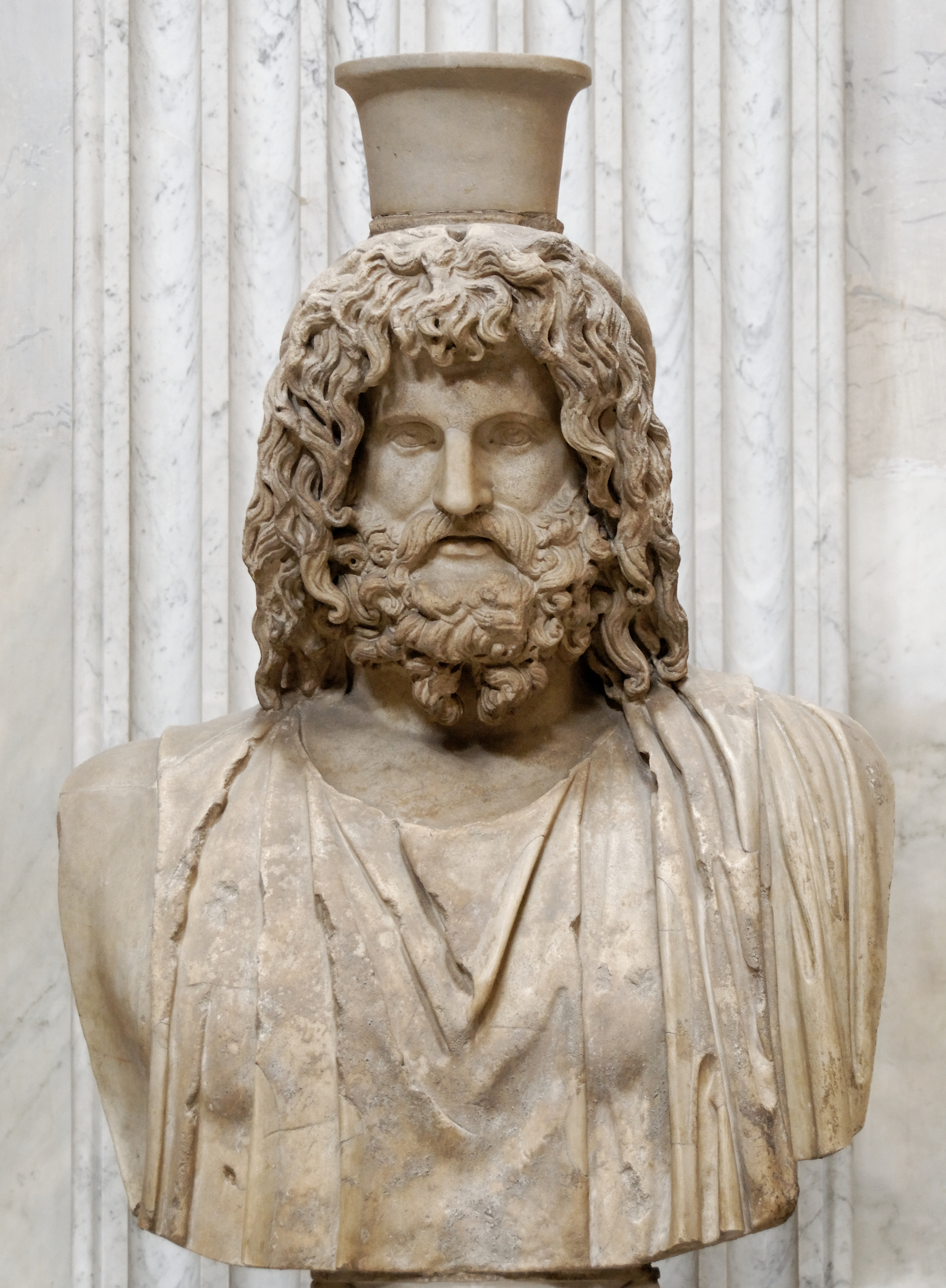
سيرابيس إله اخترعه بطليموس الأول للتوفيق بين معبودات المصريين والإغريق.

نظرًا للحروب والصراعات العديدة التي خاضها بطليموس، اهتم بطليموس بالجيش، وكان جيشه يتألف من 18,000 من المشاة إضافة إلى 4,000 من الفرسان، وكانوا خليطًا من المقدونيين والمرتزقة والمصريين الأصليين. كما أسس قوة بحرية قوية قاعدتاها الإسكندرية في مصر وبافوس في قبرص. خاضت عملياتها الحربية في شرق البحر المتوسط وبحر إيجة، كما سيطرت على الملاحة في مجرى نهر النيل وفي البحر الأحمر وصولًا إلى المحيط الهندي.
وعندما وصل بطليموس إلى مصر كسا ترابها الجديد، اتخذ من ممفيس قاعدة لحكمه، ولم ينتقل إلى الإسكندرية إلا بعد سنوات. وقد اهتم بطليموس بعمرانها، وأسس أيضًا مدينة «Ptolemais Hermiou» على الطراز الإغريقي في موقع مدينة المنشأة بسوهاج الآن، على أنقاض قرية «Bsoi» المصرية القديمة لتكون عاصمة لمصر العليا.
كما أدرك بطليموس أهمية الدين في حياة المصريين، وأنه من أهم الوسائل للتقريب بين المصريين والإغريق حكام البلاد الجدد، وخاصة أن المصريين كانوا لا يزالون ينظرون إلى الإغريق كمحتلين، لذا لجأ بطليموس إلى الدعوة إلى عبادة إله جديد توفيقي مصري إغريقي سمّاه سيرابيس، وهو إله إغريقي المظهر يحمل صفات الإلهين المصريين أوزيريس وآبيس، وله قوى الآلهة الإغريقية هاديس وديميتر وديونيسوس، وجعل عبادته هي الديانة الرسمية للدولة.
اهتم بطليموس الأول في عهده بالعلوم. ويُعتقد أنه هو من أسس متحف ومكتبة الإسكندرية وفق نصيحة ديميتريوس الفالرومي. وكان المتحف في عصره مركزًا للأبحاث يدعمه بطليموس بنفسه، وجعل موقعه في القسم الملكي من مدينة الإسكندرية، بل وخطّ منازل للعلماء في هذا القسم الملكي. وكان من أبرز العلماء الذين كانوا مشمولين برعايته الرياضياتي العظيم إقليدس. كتب إقليدس كتاب الأصول الذي كان صعب الفهم، لذا فقد طلب بطليموس منه أن يجعله أسهل لتدريسه. وفقًا لبرقلس، رد بطليموس بسخرية: «سيدي، ليس هناك طريقًا ملكيًا للهندسة الرياضية»."

## كتب متعلقة
- Walter M. Ellis: Ptolemy of Egypt, London: Routledge. 1993. (ردمك 9780415100205)
- Christian A. Caroli: Ptolemaios I. Soter – Herrscher zweier Kulturen, Konstanz: Badawi. 2007. (ردمك 9783938828052)
- Waterfield, Robin (2011). Dividing the Spoils – The War for Alexander the Great's Empire (hardback). New York: Oxford University Press. ISBN:978-0-19-957392-9. مؤرشف من الأصل في 2022-03-08.
- McKechnie, Paul and Jennifer A. Cromwell (eds). Ptolemy I and the Transformation of Egypt, 404–282 BCE. Leiden, NL; Boston, MA: Brill, 2018. (ردمك 978-90-04-36696-1).
- Peters، F. E. (1970). The Harvest of Hellenism. New York: Simon & Schuster.

## وصلات خارجية
- بطليموس الأول في LacusCurtius — (الفصل II من كتاب آل بطليموس، 1923)
- بطليموس الأول (في موقع علم أنساب المصريون القدماء، مع شجرة نسب)
- Livius، بطليموس الأول سوتير تأليف جونا لندرينغ
- بطليموس الأول سوتير مداخلة في كتابٍ تاريخي تأليف مهالون سميث.
- شجرة نسب بطليموس الأول (غير دقيقة تمامًا).

| بطليموس الأول بطالمة ولد: 367 ق.م. توفي: 282 ق.م. |                                        |                     |
| سبقه الإسكندر الرابع                              | قائمة ملوك مصر القديمة 305/304–282 ق.م | تبعه بطليموس الثاني |